# دولوموار
دولوموار (خوانده شود "دُلُموار") با نام دیگر تُتُلُم با ۷۶۰ متر (۲٬۴۹۰ فوت) بلندا سومین کوه بلند در ایالات فدرال میکرونزی و ایالت پوناپی و آبخوست پوناپی است. در در فاصله ۱٫۹ کیلومتر (۱٫۲ مایل) شمال تا شمال باختر دولوموار، کوه نانلائود  با ۷۸۲ متر (۲٬۵۶۶ فوت) بلندا بلندترین نقطه در این منطقه است. میان این دو کوه، کوه نیگنِنی قرار دارد که یک یا دو متر با کوه نانلائود اختلاف ارتفاع دارد. به هر سه کوه در نقشه‌برداری مکان‌نگاری با مقیاس ۱:۲۵,۰۰۰ سازمان زمین‌شناسی آمریکا به این کوه اشاره شده است.

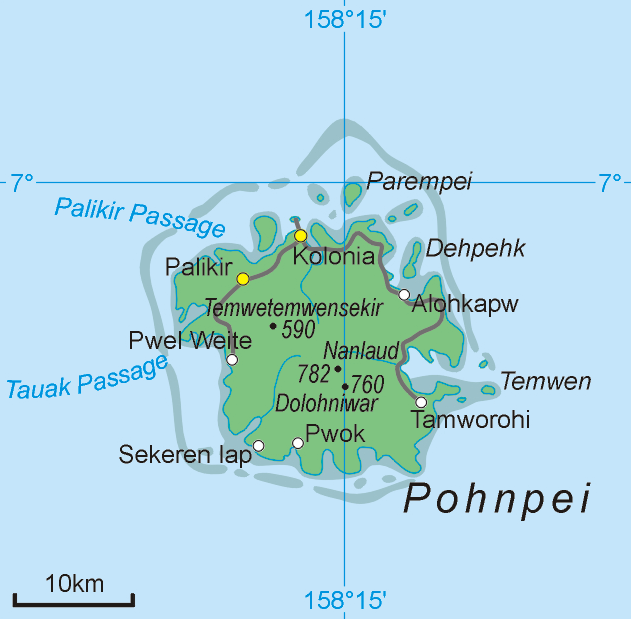
نقشه آبخوست پوناپی به همراه مکان کوه دولوموار در میانه آبخوست